# Deti veka (film, 1915)
Deti veka (ryska: Дети века, fritt översatt: Århundradets barn) är en rysk dramafilm från 1915, regisserad av Jevgenij Bauer.

## Rollista
- Vera Cholodnaja – Maria Nikolajevna Toropova
- Ivan Gorskij – Toropov, Maria Nikolajevnas make
- Arsenij Bibikov – Lebedev, affärsman
- V. Glinskaja – Lidia Verchovskaja [3]